# ناحیه ۱۱، شهرستان بنتون، آرکانزاس
ناحیه ۱۱، شهرستان بنتون، آرکانزاس (به انگلیسی: Township 11) یک منطقهٔ مسکونی در ایالات متحده آمریکا است که در شهرستان بنتون، آرکانزاس واقع شده‌است. ناحیه ۱۱ ۱۲٬۲۷۳ نفر جمعیت دارد.